# Большевороновское сельское поселение
Большевороновское сельское поселение— упразднённое с 12 апреля 2010 года муниципальное образование в Старорусском муниципальном районе Новгородской области.
Административный центр — деревня Большое Вороново, находится в 17 км к северо-западу от города Старая Русса, на автодороге к южному побережью озера Ильмень от деревни Нагово, что на автотрассе Р51.
Границы и статус муниципального образования — сельское поселение установлены областным законом № 559-ОЗ от 11 ноября 2005 года. В границах территории Большевороновского сельского поселения расположено 10 населённых пунктов:
| Название                 | ОКАТО       | расстояние от деревни Большое Вороново |
| ------------------------ | ----------- | -------------------------------------- |
| деревня Бологижа         | 49239858009 | 11 км                                  |
| деревня Большое Вороново | 49239858001 | —                                      |
| деревня Большое Учно     | 49239858002 | 5 км                                   |
| деревня Вересково        | 49239858003 | 5 км                                   |
| деревня Жилой Чернец     | 49239858004 | 4 км                                   |
| деревня Крёкша           | 49239858010 | 10 км                                  |
| деревня Лукино           | 49239858005 | 1 км                                   |
| деревня Малое Вороново   | 49239858006 | 0,1 км                                 |
| деревня Пеньково         | 49239858007 | 3 км                                   |
| деревня Шишиморово       | 49239858008 | 4 км                                   |

## Население
| Год  | Численность постоянного населения | мужчин | женщин | детей до 7 лет | детей от 7 до 18 лет |
| ---- | --------------------------------- | ------ | ------ | -------------- | -------------------- |
| 2003 | 659                               | 332    | 327    | 24             | 84                   |
| 2004 | 648                               | 323    | 325    | 34             | 92                   |
| 2005 | 659                               | 311    | 348    | 50             | 108                  |